# Agroiconota
Agroiconota is een geslacht van kevers uit de familie bladkevers (Chrysomelidae).
De wetenschappelijke naam van het geslacht werd in 1913 gepubliceerd door Spaeth.

## Soorten
- Agroiconota atromaculata Borowiec, 2005
- Agroiconota atropunctata Borowiec, 2005
- Agroiconota carlobrivioi Borowiec, 2005
- Agroiconota gibbipennis Borowiec, 2005
- Agroiconota paraguayana Borowiec, 2005
- Agroiconota sanareensis Borowiec, 2005
- Agroiconota urbanae Buzzi, 1996